# Metla Knastra in Kuratowskega
Metla Knastra in Kuratowskega (ali metla Kuratowskega) je v topologiji, matematični veji, specifičen primer točkovno povezanega topološkega prostora z značilnostjo, da je po odstranitvi ene same točke (kot podprostor) totalno nepovezan. Ta prostor sta leta 1921 skonstruirala Kazimierz Kuratowski in Bronisław Knaster.:233 Prostor je znan tudi kot Cantorjev puščajoči šotor ali Cantorjev tipi (po Georgu Ferdinandu Cantorju), odvisno od odsotnosti ali prisotnosti vrha (apeksa).  To je očitno tudi aluzija na geometrijsko obliko in hkrati vsebuje sklic na Cantorjevo množico, na kateri temelji konstrukcija prostora.

## Konstrukcija
Naj je {\displaystyle C\!\,} standardna popolna Cantorjeva množica, ki jo vsebuje enotski segment {\displaystyle [0,1]\times \{0\}\subset \mathbb {R} ^{2}\!\,}, {\displaystyle p\!\,} točka (vrh) {\displaystyle \left({\tfrac {1}{2}},{\tfrac {1}{2}}\right)\in \mathbb {R} ^{2}\!\,} in naj {\displaystyle L(c)\!\,} za {\displaystyle c\in C\!\,}, označuje daljico, ki povezuje {\displaystyle (c,0)\!\,} v {\displaystyle p\!\,}. Če je {\displaystyle c\in C\!\,} krajišče določenega intervala, odstranjenega med konstrukcijo Cantorjeve množice, naj je:
{\displaystyle X_{c}=\{(x,y)\in L(c):y\in \mathbb {Q} \}\!\,}
in:
{\displaystyle X_{c}=\{(x,y)\in L(c):y\notin \mathbb {Q} \}\!\,,}
za vse druge točke {\displaystyle c\in C\!\,}. Metla Knastra in Kuratowskega je definirana kot:
{\displaystyle X=\bigcup _{c\in C}X_{c}\!\,,}
opremljena s topologijo podprostora, podedovano iz standardne topologije na {\displaystyle \mathbb {R} ^{2}\!\,}.
Prostor {\displaystyle X\!\,} je točkovno povezan, podprostor {\displaystyle X\setminus \{p\}\!\,} pa je totalno nepovezan. Podprostor {\displaystyle X\setminus \{p\}\!\,} se imenuje preluknjana metla Knastra in Kuratowskega.

## Značilnosti
- metla Knastra in Kuratowskega je separabilni metrični prostor, ker je podprostor {\displaystyle \mathbb {R} ^{2}\!\,}.
- metla Knastra in Kuratowskega je povezana. Če je {\displaystyle X=U\cup V\!\,} z nepovezanimi in odprtimi množicami {\displaystyle U\!\,} in {\displaystyle V\!\,}, potem mora ena od množic vključevati {\displaystyle p\!\,}. Nato se lahko pokaže, da mora biti ta množica vsa {\displaystyle X\!\,}.[3]:izrek 5.2.2
- preluknjana metla Knastra in Kuratowskega {\displaystyle X\setminus \{p\}\!\,} je totalno nepovezana. To je predvsem zato, ker se lahko uporabi {\displaystyle X_{c_{1}}\setminus \{p\}\!\,} in {\displaystyle X_{c_{2}}\setminus \{p\}\!\,} za dva različna {\displaystyle c_{1}\not =c_{2}} iz {\displaystyle C\!\,} v {\displaystyle \mathbb {R} ^{2}\!\,}, ki se lahko ločita s premico. Med {\displaystyle c_{1}\!\,} in {\displaystyle c_{2}} je točka {\displaystyle x\in [0,1]\setminus C\!\,} in premica skozi {\displaystyle x\!\,} in {\displaystyle p\!\,} naredi, kar je potrebno. Ker je vsak {\displaystyle X_{c}\setminus \{p\}\!\,} sam po sebi totalno nepovezan, se lahko sklepa, da je {\displaystyle X\setminus \{p\}\!\,} totalno nepovezana.[3]:izrek 5.2.1
- podprostor {\displaystyle X\setminus \{p\}} ni totalno ločen.[3]:izrek 5.2.3 Kot je znano, totalno nepovezano sledi iz totalno ločenega. Tukaj je tako primer, za katerega obratno na splošno ne velja. Dve točki, ki se nahajata v isti {\displaystyle X_{c}\!\,}, nista ločeni z odprtozaprto množico.[2][4] Njegova topološka razsežnost je enaka {\displaystyle 1\!\,}.[5]:str. 54, primer 9.12
- metla Kastra in Kuratowskega je Borelova podmnožica evklidske ravnine.